# Chutes Calf Creek
Calf Creek Falls est une cascade permanente du monument national de Grand Staircase-Escalante en Utah qui totalise 65 mètres de hauteur.  